# Selemani Ndikumana
Selemani Yamin Ndikumana (Bujumbura, 18 marzo 1987) è un ex calciatore burundese, di ruolo attaccante.

## Carriera

### Club
Ndikumana iniziò la carriera con la maglia dell'Inter Star, per passare nel 2006 ai tanzaniani del Simba. Passò poi ai norvegesi del Molde, per cui debuttò nella Tippeligaen il 2 novembre 2008, quando sostituì José Mota nel successo per 1-0 sullo HamKam.
L'8 dicembre 2008 fu reso noto il suo trasferimento ai belgi del Lierse. Totalizzò 13 apparizioni ed una rete nella Tweede klasse. Si trasferì poi al Fantastique Bujumbura e successivamente al Rayon Sports.
Dal gennaio 2014 gioca con il KF Tirana, squadra militante nel campionato albanese. A giugno 2015, una volta svincolatosi, si è trasferito in Angola per giocare nel Primeiro de Agosto.

### Nazionale
Ndikumana conta 19 presenze e 10 reti per il Burundi.

## Statistiche

### Presenze e reti nei club
Statistiche aggiornate al 7 luglio 2015.
| Stagione         | Squadra            | Campionato       | Campionato | Campionato | Coppe nazionali | Coppe nazionali | Coppe nazionali | Coppe continentali | Coppe continentali | Coppe continentali | Altre coppe | Altre coppe | Altre coppe | Totale | Totale |
| Stagione         | Squadra            | Comp             | Pres       | Reti       | Comp            | Pres            | Reti            | Comp               | Pres               | Reti               | Comp        | Pres        | Reti        | Pres   | Reti   |
| ---------------- | ------------------ | ---------------- | ---------- | ---------- | --------------- | --------------- | --------------- | ------------------ | ------------------ | ------------------ | ----------- | ----------- | ----------- | ------ | ------ |
| 2008             | Molde              | ES               | 1          | 0          | CN              | 0               | 0               | -                  | -                  | -                  | -           | -           | -           | 1      | 0      |
| gen.-giu. 2009   | Lierse             | D2               | 4          | 1          | CB              | 3               | 0               | -                  | -                  | -                  | -           | -           | -           | 7      | 1      |
| 2009-2010        | Lierse             | D2               | 9          | 0          | CB              | 1               | 0               | -                  | -                  | -                  | -           | -           | -           | 10     | 0      |
| Totale Lierse    | Totale Lierse      | Totale Lierse    | 13         | 1          |                 | 4               | 0               |                    |                    |                    |             |             |             | 17     | 1      |
| 2012             | Shenzhen Ruby      | L1               | 0          | 0          | CC              | 0               | 0               | -                  | -                  | -                  | -           | -           | -           | 0      | 0      |
| gen.-giu. 2014   | KF Tirana          | KS               | 12         | 3          | CA              | 0               | 0               | -                  | -                  | -                  | -           | -           | -           | 12     | 3      |
| 2014-2015        | KF Tirana          | KS               | 30         | 9          | CA              | 4               | 1               | -                  | -                  | -                  | -           | -           | -           | 34     | 10     |
| Totale KF Tirana | Totale KF Tirana   | Totale KF Tirana | 42         | 12         |                 | 4               | 1               |                    |                    |                    |             |             |             | 46     | 13     |
| giu.-dic. 2015   | Primeiro de Agosto | G                | 0          | 0          | CA              | 0               | 0               | -                  | -                  | -                  | -           | -           | -           | 0      | 0      |
| Totale carriera  | Totale carriera    | Totale carriera  | 56         | 13         |                 | 8               | 1               |                    |                    |                    |             |             |             | 64     | 14     |

## Palmarès

### Club

#### Competizioni nazionali
- Burundi Premier League: 2

Inter Stars: 2005
Vital'O: 2015-2016
- Tanzanian Premier League: 1

Simba: 2007-2008
- Division II: 1

Lierse: 2009-2010
- Sudan Premier League: 1

Al-Merreikh: 2013
- Sudan Cup: 1

Al-Merreikh: 2013
- National Football League (Ruanda): 2

APR Kigali: 2011, 2012
- Rwandan Cup: 2

APR Kigali: 2011, 2012